# Rhodes (Moselle)
Rhodes (deutsch Rodt) ist eine französische Gemeinde mit 124 Einwohnern (Stand 1. Januar 2022) im Département Moselle in der Region Grand Est (bis 2015 Lothringen).

## Geografie
Die kleine Gemeinde Rhodes liegt etwa zwölf Kilometer westlich von Sarrebourg am Étang du Stock (Stockweiher), in den hier der Landbach und einige seiner Zuflüsse einmünden.
Zur Gemeinde Rhodes gehören die Weiler Sainte-Croix (Heiligkreuzhof), bei dem sich ein Tierpark befindet, les Bachats (Baschat) und Adelhouse (Adelhausen).

## Geschichte
Im Gemeindewappen zeigen sich die früheren Abhängigkeiten von Rhodes: die Symbole des Domkapitels von Metz mit der bischöflichen Kastellanei in Freiburg und dem Attribut der Familie Rhodes-Guermange.
Die Gemeinde kam mit dem Frieden von Frankfurt am Main 1871 zum neu gegründeten Deutschen Reich beziehungsweise zum Reichsland Elsaß-Lothringen. Der Ort hieß amtlich Rodt und gehörte zum Kreis Saarburg im Bezirk Lothringen.
Um 1887 sprach die Bevölkerung von Rodt nur Französisch beziehungsweise Patois. Rodt gehörte zu den Grenzorten der deutsch-französischen Sprachgrenze.

### Bevölkerungsentwicklung
| Jahr      | 1962 | 1968 | 1975 | 1982 | 1990 | 1999 | 2007 | 2019 |
| Einwohner | 105  | 91   | 65   | 55   | 51   | 56   | 78   | 128  |

## Infrastruktur
In Rhodes gibt es einen Campingplatz, eine Tennishalle mit Freiplätzen sowie zwei Restaurants und ein kleines Lebensmittelgeschäft.

## Sehenswürdigkeiten

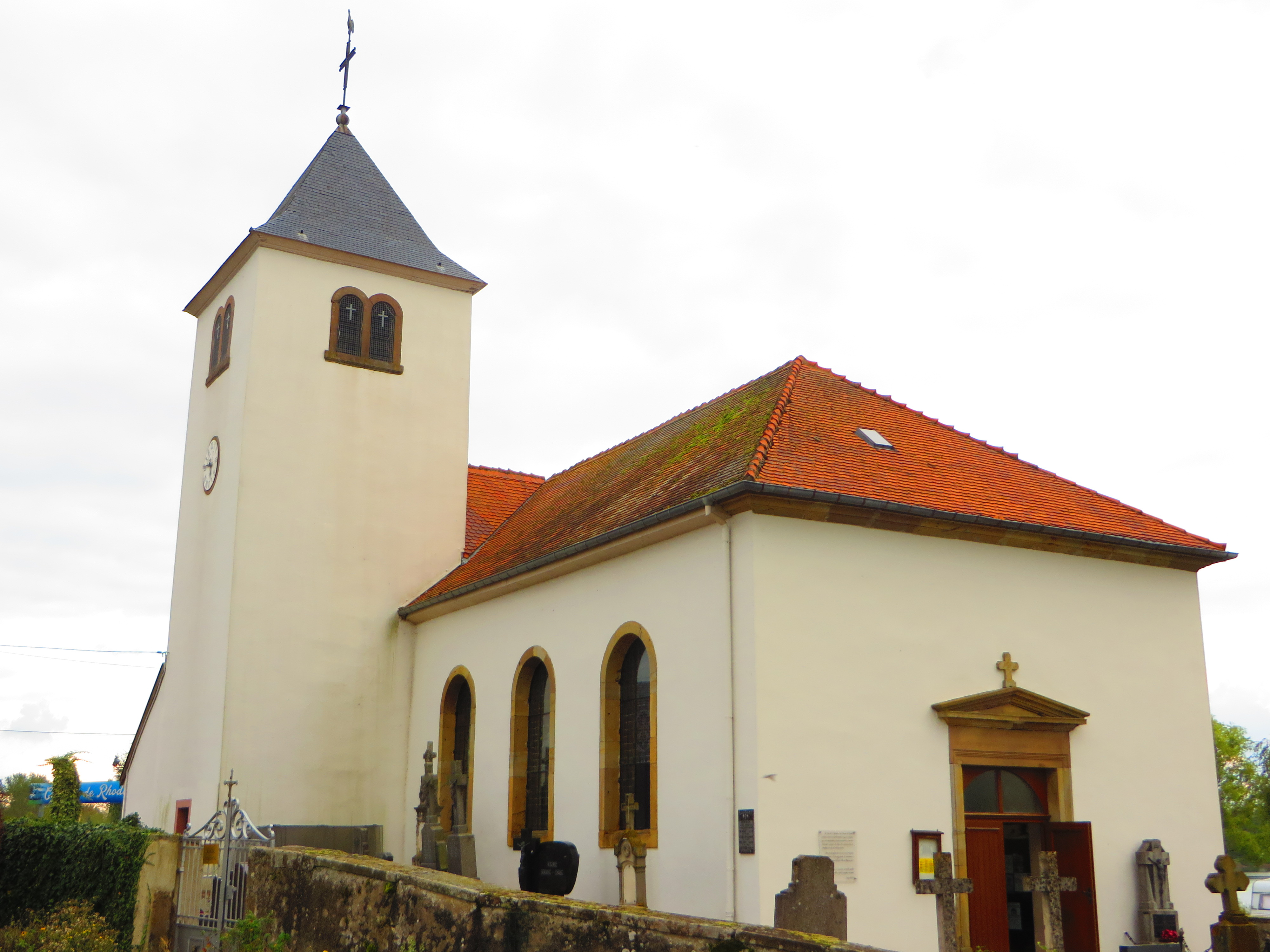
Kirche Mariä Himmelfahrt
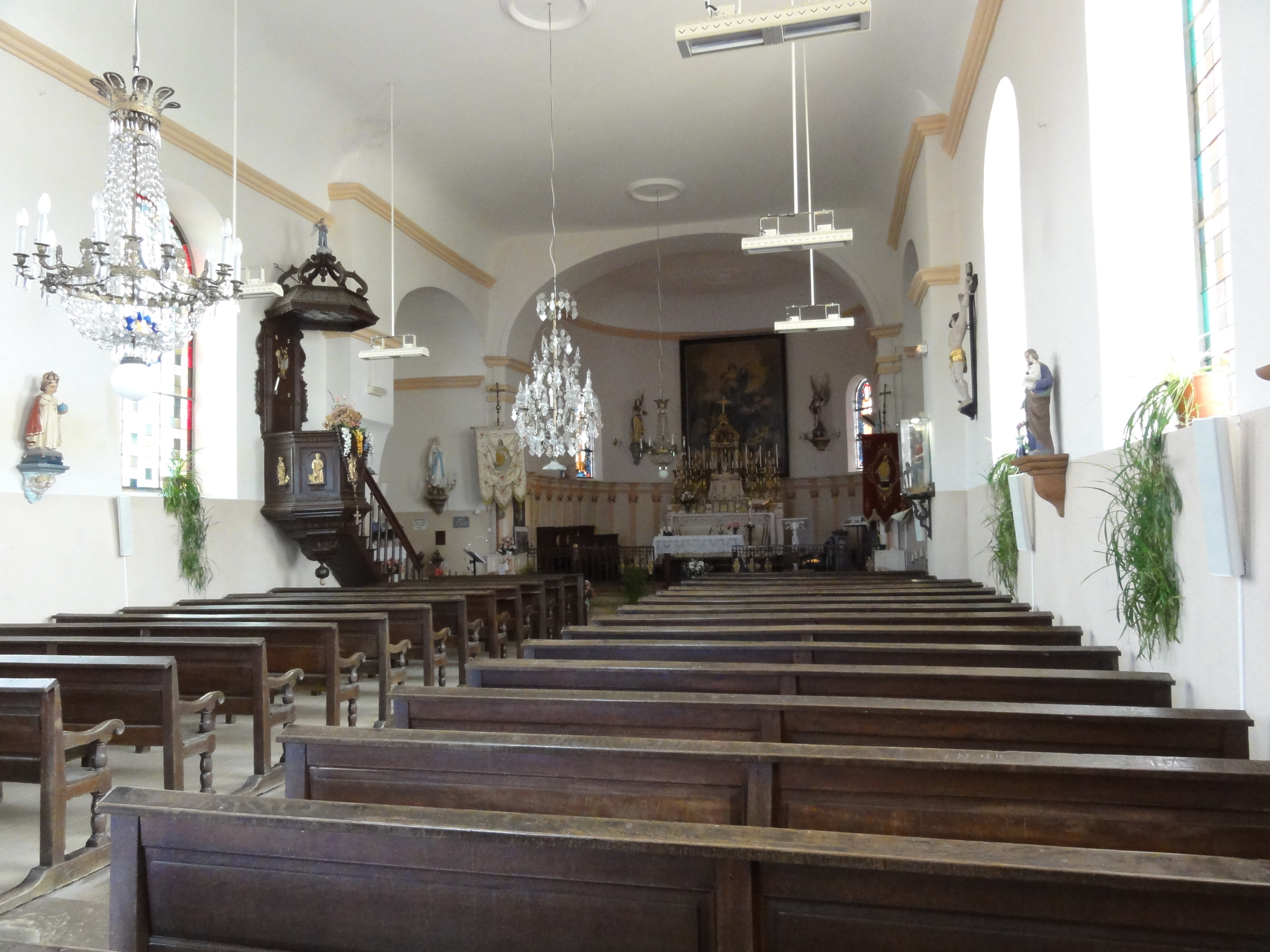
Parc animalier de Sainte-Croix

- Kirche Mariä Himmelfahrt
- Innenansicht der Kirche

## Belege
1. ↑  Wappenbeschreibung auf genealogie.fr (französisch)
2. ↑  Willkommen bei Gemeindeverzeichnis.de. Abgerufen am 28. August 2023.
3. ↑  Constant This: Die deutsch-französische Sprachgrenze in Lothringen. J. H. Ed. Heitz (Heitz & Mündel), Straßburg 1887, S. 10.
4. ↑  Constant This: Die deutsch-französische Sprachgrenze in Lothringen. J. H. Ed. Heitz (Heitz & Mündel), Straßburg 1887, S. 23 ff.